# فردریک کبیر
فریدریش دوم (به آلمانی: Friedrich II) (۲۴ ژانویهٔ ۱۷۱۲ – ۱۷ اوت ۱۷۸۶) مشهور به فردریک کبیر، سومین و بزرگ‌ترین پادشاه پروس از سال ۱۷۴۰ تا هنگام مرگش در سال ۱۷۸۶ میلادی بود. مهم‌ترین دستاوردهای ۴۶ سال سلطنت فردریک شامل موفقیت‌های نظامی در جنگ‌های سیلزی، سازماندهی مجدد ارتش پروس، نقش در اولین تجزیه لهستان و حمایت از هنر و آراء روشنگری بود. او قلمرو پروس را بسیار گسترش داد و کشورش را به یک قدرت نظامی بزرگ در اروپا تبدیل کرد.

## زندگی‌نامه

### تولد و اوایل زندگی

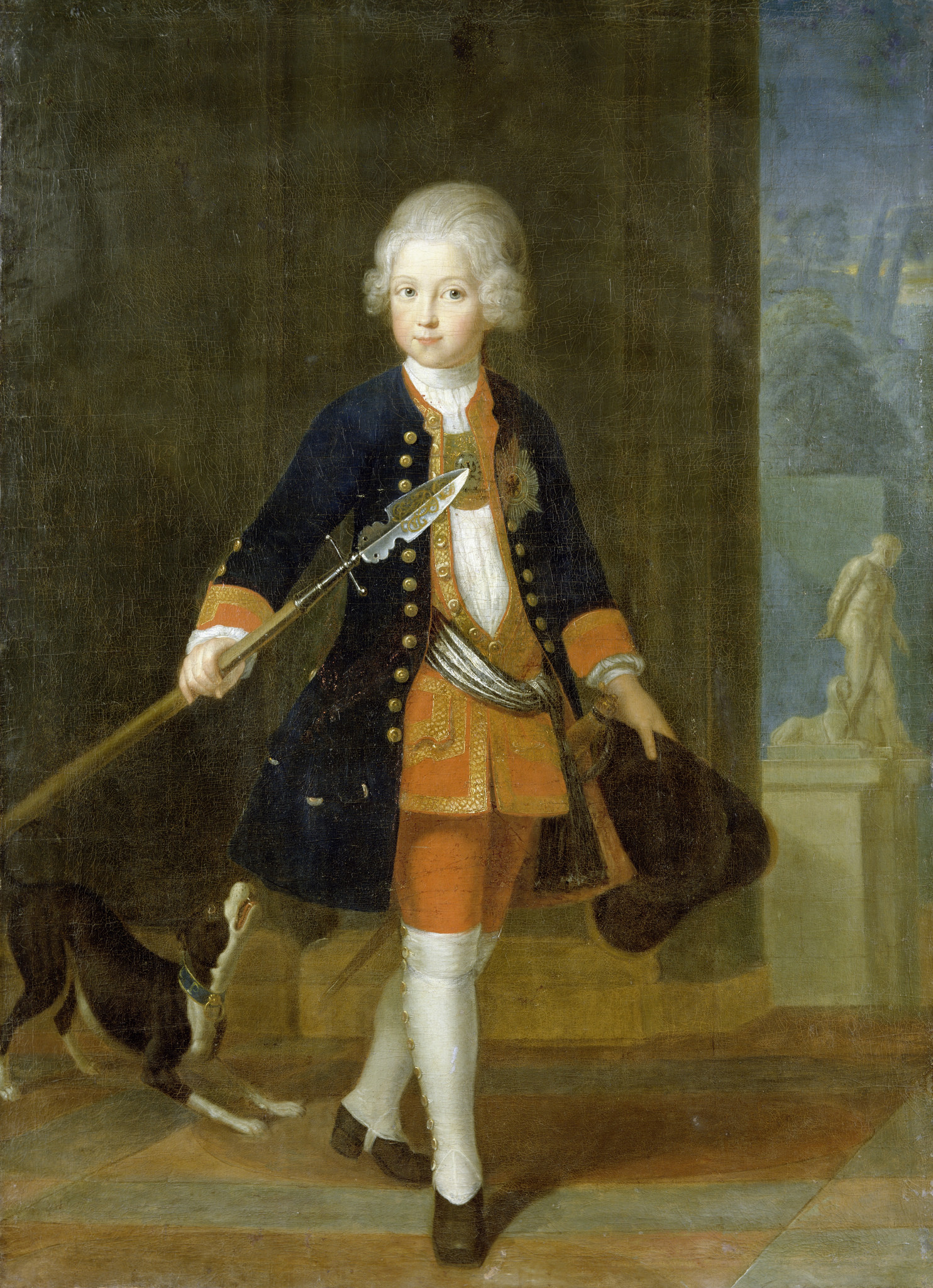
نگاره‌ای از فردریک در کودکی

فریدریش در ۲۴ ژانویهٔ ۱۷۱۲ در برلین به دنیا آمد. او چهارمین فرزند از ده فرزند فریدریش ویلهلم یکم بود و سه سال از خواهرش ویلهمینه کوچک‌تر بود. هم پدر و هم مادر فریدریش از وی راضی نبودند و می‌کوشیدند او را برای فرماندهی و پادشاهی پرورش دهند؛ ولی فریدریش بیشتر به شعر و موسیقی مهر می‌ورزید. پدرش ویلهلم یکم به مربیان فرزندش چنین دستور داد:
«خداترسی و خدادوستی را که شالوده و یگانه ستون نیک‌بختی است در دل فرزندانم جایگزین سازید. از ادیان نادرست یا از فرقه‌های ملحد مانند پیروان آریوس و سوکینوس یا از اندیشه‌هایی که می‌توانند ذهن جوان را تباه سازد در حضور او کلمه‌ای نرانید؛ ولی زشتی آیین کاتولیک رومی و بی‌پایگی و بیهودگی آن را نیز به او بیاموزید. زبان‌های فرانسوی و آلمانی را به شاهزاده بیاموزید .. اما نه زبان لاتین را .. حساب، ریاضیات، فن توپخانه و علم اقتصاد را به حد کمال به وی بیاموزید .. به ویژه تاریخ را. با گذشت زمان به او فنون سنگربندی، اردو زدن و دیگر فنون جنگ را خواهید آموخت، تا شاهزاده از جوانی برای افسری و فرماندهی آماده شود. بگذارید او بداند که چیزی جز شمشیر نمی‌تواند شاهزاده‌ای را به افتخار برساند.»
اگر ویلهلم یکم بیشتر زنده می‌ماند از مهارت فرزند خود در سربازی و فرماندهی بر خود می‌بالید؛ ولی در آن سال‌های جوانی چنین می‌نمود که فرزند همهٔ امیدهای پدر را باد خواهد داد. فریدریش جوانی باهوش بود ولی هوشمندی خود را بروز نمی‌داد. زبان آلمانی را خوار می‌شمرد، ولی به زبان و ادبیات، موسیقی، فرهنگ و هنر فرانسه مهر می‌ورزید. به زبان فرانسوی شعر می‌گفت و این انحراف را تا پایان عمر از خود دور نکرد. پدر سالخورده‌اش هرگاه که شاهزاده را با کتاب‌های فرانسوی می‌دید به خشم می‌آمد و هنگامی که او را سرگرم فلوت‌زدن می‌یافت خشم او فزونی می‌گرفت. یوهان کوانتس، فلوت زن دربار ساکس به درخواست مادر فریدریش به برلین آمد تا در نهان به او نواختن فلوت را بیاموزد. یک بار کوانتس با شنیدن صدای نزدیک شدن پادشاه در اتاقی خلوت پنهان شد و فریدریش نیز به سرعت ردای فرانسوی را از تن کند و پوشاک نظامی پوشید.
ویلهلم یکم همچنین از دیدن کتاب‌های فرانسوی در اتاق پسرش عصبانی می‌شد و چون فروختن کتاب را بهتر از سوزاندن آن می‌دانست، به خدمتکاران دستور داد تا کتاب‌ها را برای فروش به یک کتابفروشی ببرند. اما خدمه کتاب‌ها را پنهان کردند و چندی بعد به فریدریش برگرداندند. پادشاه سالخورده برای آنکه پسرش را جنگجو به بار بیاورد از هیچ کوششی فروگذار نمی‌کرد. او فریدریش را با خود به شکار می‌برد. با زندگی سخت در دشت و صحرا و اسب‌سواری خطرناک آشنا می‌ساخت و او را بر آن می‌داشت که با خوراک اندک و خواب کوتاه سازگار شود. فرماندهی لشکر را به او می‌سپرد و چگونگی به تمرین واداشتن سربازان را به او آموخت. فریدریش همهٔ اینها را آموخت و بی‌باکی بسیار از خود نشان داد. ولی چون پادشاه از دوستی مشکوک فرزند شانزده ساله‌اش با دو افسر جوان (سروان کاته و ستوان کایت) پی برد، به خشم آمد.

### جوانی و پیشه نظامی

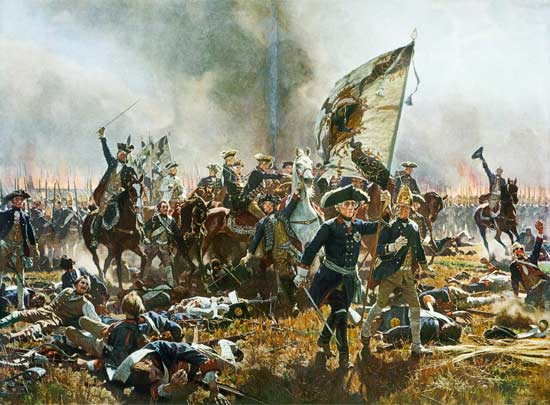
نگارهٔ «فردریک کبیر در نبرد سورندورف» اثر کارل روچینگ در ۱۹۰۴م؛ فردریک برخلاف ایده‌های پیش از رسیدن به سلطنتش، به هیچ اصل اخلاقی جز برتری یافتن بر دشمن اعتقاد نداشت و بر این باور بود که کسب پیروزی آثار عهدشکنی، دسیسه و بی‌اخلاقی در سیاست خارجی را از میان می‌برد و تنها بازنده‌ها هستند که بابت خطاهایشان بازخواست خواهند شد.

فریدریش در جوانی علی‌رغم میل پدرش به امور نظامی و سیاسی بی‌علاقه و مشتاق خواندن کتب ادبی و فلسفی فرانسوی بود. به همین دلیل مورد تحقیر و تنبیه پدرش قرار می‌گرفت. اختلاف نظر او با ویلهلم یکم نهایتاً باعث شد در هجده سالگی، همراه با پسر یکی از سرداران پروس به قصد فرار به انگلستان رخت سفر ببندد؛ اما در راه توسط مأموران دولت به جرم فرار از خدمت نظامی دستگیر شد. به دستور پادشاه وی در قلعه‌ای محبوس گردید و دوست همراهش را در پیش چشمان او گردن زدند. پس از مدتی حبس به دستور پدرش به رسیدگی به امور مالی املاک شاهی مأمور و مدتی بعد نیز با درجهٔ سرهنگی، مجدداً وارد ارتش شد و یک گروه نظامی در اختیار وی قرار گرفت. فریدریش تحت نظارت پادشاه امور مالی و نظامی را آموخت و پس از مدتی قشون تحت اختیار وی نمونه یکی از بهترین گروه‌های نظامی پروس شد. مدتی پیش از شروع سلطنتش، به دلیل اینکه پدرش از شایستگی او برای ادارهٔ امور اطمینان حاصل کرد، اجازه یافت در عمارتی به آزادی و میل خود زندگی کند.
فریدریش به زبان فرانسوی کاملاً مسلط بود و ضمن مطالعهٔ کتاب‌های فرانسوی، با ولتر نیز مکاتبه داشت. در این میان رساله‌ای در رد باورهای ماکیاولی نوشته بود که آن را برای ولتر فرستاد و ولتر از خواندن آن از شادی گریست. شاهزاده با سخنانی نغز و دلپذیر، از ناروایی جنگ و ستیزه سخن رانده و نوشته بود که «وظیفهٔ یک پادشاه حفظ صلح و دوری از جنگ است.»

### سلطنت

قلمرو پروس پیش از سلطنت فردریک کبیر (سبز پررنگ) و سرزمین‌های فتح شده تا زمان مرگ او (سبز کم‌رنگ)

فریدریش در سن بیست و هشت سالگی به سلطنت رسید. او فردی بسیار صرفه‌جو و پرکار بود. برخلاف ایده‌های صالحانهٔ پیش از رسیدن به سلطنتش، در سیاست خارجی خود تابع این عقیدهٔ خلاف اخلاق بود که «کسب پیروزی، آثار عهدشکنی و ظلم را از میان می‌برد و تنها بازنده‌ها هستند که بابت خطاهایشان بازخواست خواهند شد.» مهم‌ترین دستاورد او در سیاست خارجی، فتح ایالت سیلزی از اتریش و نیز تصرف بخشی از لهستان و افزودن آن به پروس بود. این دستاورد نتیجهٔ اهتمام وی به افزایش قدرت نظامی پروس و همچنین خلاقیت‌های نظامی‌اش در میدان جنگ بود. در زمان فریدریش ارتش پروس مؤثرترین و منظم‌ترین ارتش کل اروپا محسوب می‌شد که سربازان و فرماندهانش برای نبرد آموزش کافی دیده و همواره آماده رزم بودند. سیاست داخلی فریدریش معطوف به آباد کردن مناطق بلااستفاده پروس از راه جذب مهاجرین خارجی به طریق اعطای کمک‌های مالی و زمین، خشک کردن باتلاق‌های غیرقابل کشت و بهبود وضعیت محصولات کشاورزی و صنعتی بود. تأسیس آکادمی علوم در پروس توسط او و برای توسعهٔ علوم جدید در پروس انجام شد.
سرانجام، فردریک کبیر در ۱۷ اوت ۱۷۸۶ میلادی و در سن ۷۴ سالگی درگذشت.